# Advantest
Advantest este o companie japoneză care produce echipamente de testări automate.